# Dir En Grey
Dir En Grey (jap. ディル・アン・グレイ) japanski je heavy metal sastav osnovan 1997. Do sada su snimili deset studijskih albuma. Iako od osnutka sviraju u istoj postavi, često su mijenjali glazbeni žanr i stoga ga je teško odrediti. Započeli su kao visual kei sastav, ali s godinama su prešli na manje dramatičan izgled.
Na turnejama su nastupali diljem Azije, Europe i Sjeverne Amerike stekavši obožavatelje diljem svijeta unatoč tome što sve pjesme izvode na japanskom jeziku.

## Povijest

### Rana karijera
Dir En Grey je osnovan kao nasljednjik indie sastava La:Sadie's u kojem su svirala njegova četiri člana. Nakon što je sastav napustio basist Kisaki, Kyo, Kaoru, Die i Shinya s zajedno s novim basistom Toshiyom objavljuju prvi EP Missa. Veću pozornost ostvaruju 1998., kada su se njihove pjesme "Jealous" i "-I'll-" našle među prvih deset Oriconove glazbene ljestvice. Njihovih idućih pet singlova, koje je aranžirao i producirao Yoshiki Hayashi, suosnivač heavy metal sastava X Japan, objavljeni su u prvoj polovici 1999., nakon čega je slijedio njihov prvi studijski album Gauze.

### OdMacabredoVulgar
Iduće godine objavljuju album Macabre, nakon čega kreću na turneju, koja je završila nastupom u areni Nippon Budokan u Tokiju. Nakon što su 2002. objavili treći studijski album Kisou, po prvi put kreću na turneju po inozemstvu, koja je uključivala nastupe u Kini, Tajvanu i Južnoj Koreji. Nakon petodnevnog nastupa u ljeto 2003. u Akasaka Blitzu, objavljuju koncertni album Blitz 5 Days, a par mjeseci kasnije četvrti studijski album Vulgar.

### Prve turneje izvan Azije
Godine 2005., sastav je po prvi put nastupio u Europi, te su njihovi koncerti u sklopu turneje "It Withers and Withers" u Berlinu i Parizu potpuno rasprodani, unatoč tome što nisu imalu nikakvu službenu promociju. Također su nastupali na dva velika festivala, Rock am Ring i Rock im Park. Iste godine objavljuju i prvo europsko izdanje, svoj peti album Withering to Death. To je i njihov prvi album koji se našao na top listama izvan Azije, smjestivši se na 31. mjesto finske top liste albuma, a njihov singl "Clever Sleazoid" na 15. mjesto također finske top liste singlova.
Početkom 2006., nastavili su turneju u SAD-u, nastupima u Austinu, New Yorku, i Los Angelesu, nakon čega je uslijedilo sjevernoameričko izdanje albuma Withering to Death. Također su s Kornom nastupali na njihovoj turneji Family Values. U listopadu, sastav se vraća u Japan, te nastupa na Loudpark Festivalu, zajedno sa sastavima Megadeth, Slayer i Children of Bodom. Krajem godine, njihov spot za pjesmu "Saku" proglašen je najboljim videom godine u emisiji "Headbanger's Ball" na MTV-u 2

### The Marrow of a Bone,UroborosiDum Spiro Spero
Godine 2007., krenuli su na sjevernoameričku turneju, u sklopu koje su posjetili šesnaest gradova. Istovremeno, u veljači je u Japanu objavljen njihov sedmi studijski album The Marrow of a Bone, a idućih mjeseseci i u SAD-u i Europi.  Od svibnja do lipnja nastupali se kao predgrupa Deftonesima, a nakon toga su ponovo nastupali u Europi, po prvi put u Danskoj, Finskoj, Poljskoj, Švedskoj i UK-u, te na nekoliko većih festivala uključujući Ankkarock, M'era Luna Festival i Wacken Open Air. U rujnu ponovo kreću na međunarodnu turneju nazvanu "Dozing Green", prema tad objavljenom singlu, koja je počela u Japanu, gdje su u Saitami dva puta nastupili kao predgrupa Linkin Parku, a nastavila se u Europi. Desetu godišnjicu postojanja obilježili su objavom dva kompilacijska albuma, Decade 1998-2002 i Decade 2003-2007.
Nakon još dvije japanske turneje, 1. kolovoza 2008. objavljuju svoj sedmi studijski album Uroboros, u sklopu čije promocije su nastupali u SAD-u i Kanadi. Početkom 2009. krenuli su na prvu turneju u UK-u i Irskoj koju je organizirao Kerrang!, te su nastupali zajedno sa sastavima Mindless Self Indulgence, Bring Me The Horizon, Black Tide i In Case Of Fire. Nakon turneje po domovini, vraćaju se 
u Europi, gdje sviraju sa sastavom Killswitch Engage, te na festivalima Rock am Ring, Rock im Park, Download Festival, Nova Rock i Metaltown.
Njihov idući singl "Hageshisa to, Kono Mune no Naka de Karamitsuita Shakunetsu no Yami" dospio je do 2. mjesta Oriconove top liste, što im je dosad najveći uspjeh. Nakon toga objavljuju singlove "Lotus" i "Different Sence", a 3. kolovoza 2011. svoj osmi studijski album Dum Spiro Spero koji je u prvom tjednu u SAD-u prodan u 3900 primjeraka, te se nalazio na 135. mjestu top listeBillboard 200. Ime albuma na latinskom znači "Dok dišem, nadam se", te je inspiriran aktualnim događanjima u Japanu.

## Stil i teme pjesama
Stil Dir En Greya je teško definirati, te je opisivan kao alternativni metal, alternativni rock, eksperimentalni metal, hardcore, nu metal, avangardni metal, progresivni metal, te raznim drugim. Često je i mijenjan tokom njihove karijere, u početku je to bila eksperimentalna verzija alternativnog rocka, a neke pjesme s njihovog debitantskog albuma Gauze im ju čak i pop prizvuk, koji su kasnije zamijenili progresivnijim na sljedećim albumima Macabre i Kisou. Iako su i tada neke pjesme bile brže, "sirovije" i agresivnije od drugih, više heavy metal utjecaja primjetno je na EP-u Six Ugly. Od tada njihov stil gravitira prema riffovima i strukturi pjesama sjeverno američkih fuzijskih žanrova, kao što su nu metal i metalcore, no na albumu Uroboros vratili su se svojem eksperimentalnom i orijentalnom zvuku.
Kao glavnom točkom sastava smatraju se Kyoove iznimne vokalne sposobnosti, naime poznat je po veoma širokom rasponu glasa koji mu omogućuje "urlanje, pjevušenje, emocionalno pjevanje, vrištanje, guturalno pjevanje ("growl") te da proizvodi gotovo neljudske zvukove". Kyo piše i sve tekstove, koji se uglavnom bave društvom, masovnim medijima, te seksualnim opsesijama i ljubavi, obično s negativnom implikacijom.

## Članovi sastava
Kao i većina članova japanskih sastava, nastupaju pod umjetničkim imenima, te nisu poznata njihova prava imena.
- Kyo – vokal
- Kaoru – gitara, prateći vokal
- Die – gitara, prateći vokal
- Toshiya – bas-gitara, prateći vokal
- Shinya - bubnjevi

## Diskografija
Studijski albumi
- Gauze (1999.)
- Macabre (2000.)
- Kisou (2002.)
- Vulgar (2003.)
- Withering to Death (2005.)
- The Marrow of a Bone (2007.)
- Uroboros (2008.)
- Dum Spiro Spero (2011.)
- Arche (2014.)
- The Insulated World (2018.)
- Phalaris (2022.)

EP-ovi
- Missa (1997.)
- Six Ugly (2002.)

## Vanjske poveznice
- Službena stranica